# Bloomingdale (Illinois)
Bloomingdale – wieś w hrabstwie DuPage w stanie Illinois, USA. Położona jest 25 km na zachód od Chicago.

## Demografia
Według spisu powszechnego w 2000 roku miasto zamieszkiwało 21 675 osób. W roku 2023 liczba mieszkańców wzrosła do 22 298 osób, a gęstość zaludnienia prawie do 1267 osób/km².